# Ganewatta Division
Ganewatta Division är en division i Sri Lanka.   Den ligger i distriktet Kurunegala District och provinsen Nordvästprovinsen, i den centrala delen av landet, 100 km nordost om huvudstaden Colombo. Antalet invånare är 39 909.